# St. Elisabeth (Zipsendorf)

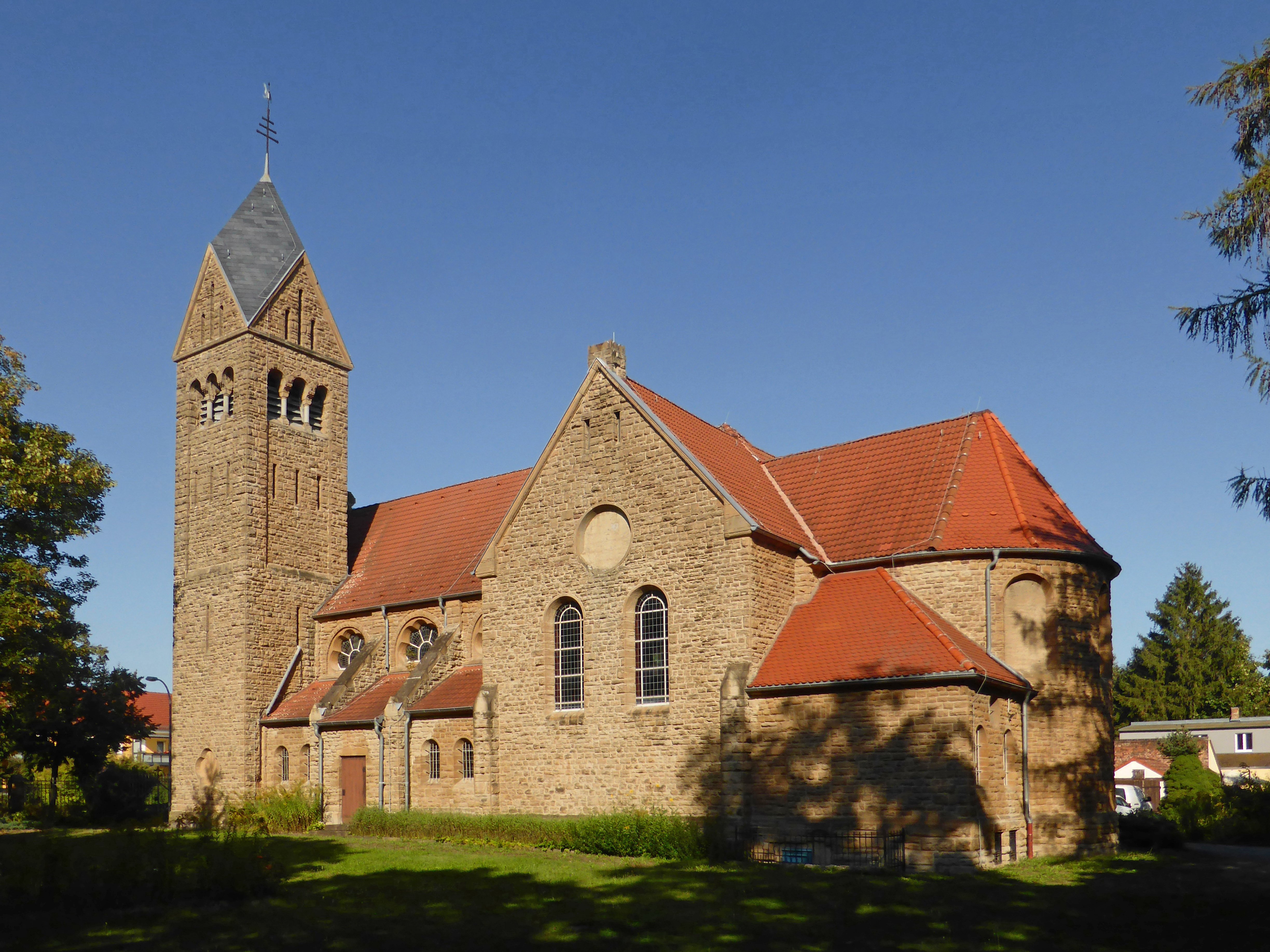
St.-Elisabeth-Kirche

St. Elisabeth ist die römisch-katholische Kirche in Zipsendorf, einem Stadtteil der Stadt Meuselwitz im Landkreis Altenburger Land in Thüringen. Die nach der heiligen Elisabeth von Thüringen benannte Kirche gehört zur Pfarrei Erscheinung des Herrn mit Sitz in Altenburg im Dekanat Gera des Bistums Dresden-Meißen. Das Kirchengebäude steht als Baudenkmal unter Denkmalschutz.

## Geschichte
Durch die Reformation wurden die Bevölkerung und die Dorfkirche von Zipsendorf, die damals zum Bistum Naumburg-Zeitz gehörten, lutherisch. Dadurch erlosch das katholische Leben in Zipsendorf für mehrere Jahrhunderte.
1870 begann bei Zipsendorf der Abbau von Braunkohle, und von 1884 an wurden in Zipsendorf Brikettfabriken betrieben. Durch den Arbeitskräftebedarf dieser Unternehmen zogen auch wieder Katholiken in größerer Zahl nach Zipsendorf, sie gehörten zunächst zur Missionspfarrei Zeitz.
Als im Jahre 1905 in Zipsendorf und den umliegenden Ortschaften bereits rund 1200 Katholiken lebten wurde der Priester Ivo Jünemann zum Filialvikarieverweser von Zipsendorf ernannt, womit in Zipsendorf eine katholische Gemeinde begründet wurde. Sein Seelsorgebezirk umfasste Zipsendorf und rund 40 weitere Dörfer in der preußischen Provinz Sachsen, die damals zum Geistlichen Gericht Erfurt gehörten, aber auch die Städte Lucka und Meuselwitz sowie rund 15 weitere Dörfer, die zum Herzogtum Sachsen-Altenburg und kirchlich zum Apostolischen Vikariat in den Sächsischen Erblanden gehörten. Heilige Messen hielt er zunächst im Zipsendorfer Gasthof Schwarzes Ritterpferd ab.
Unter Wilhelm Michels, dem Nachfolger von Ivo Jünemann, begann 1908 mit der Grundsteinlegung der Bau der St.-Elisabeth-Kirche, die bereits am 12. Juni 1908 benediziert wurde. Die Kirchweihe folgte erst 1912.
Am 1. März 1917 wurde die Kirchengemeinde Zipsendorf zur Filialkirchengemeinde erhoben, 1919 folgte der Ankauf eines Hauses als Pfarrhaus.
Am 24. Juni 1921 hob Papst Benedikt XV. mit der Apostolischen Konstitution Sollicitudo omnium ecclesiarum das in Dresden ansässige Apostolische Vikariat in den Sächsischen Erblanden, zu dem einige Ortschaften der Filialkirchengemeinde Zipsendorf gehörten, auf und gliederte sein Gebiet in das neue Bistum Meißen ein.
Das Preußenkonkordat vom 14. April 1929, durch die Bulle Pastoralis officii nostri vom 13. August 1930 in Vollzug gesetzt, errichtete die Mitteldeutsche Kirchenprovinz. Infolgedessen kam der vom Geistlichen Gericht Erfurt abgetrennte Regierungsbezirk Merseburg mit den Dekanaten Eisleben, Halle/Saale und Wittenberg an das nunmehrige Erzbischöfliche Kommissariat Magdeburg. Zum Dekanat Halle/Saale gehörte damals auch die Pfarrei Zeitz mit ihrer Filialkirchengemeinde Zipsendorf. Der Pfarrvikar von Zipsendorf bekam einen Teil seines Gehaltes vom Erzbischöflichen Kommissariat Magdeburg und einen Teil vom Bistum Meißen, da sein Seelsorgebezirk Ortschaften aus beiden Gebieten umfasste.
Durch die Flucht und Vertreibung Deutscher aus Mittel- und Osteuropa stieg nach dem Zweiten Weltkrieg die Zahl der Katholiken in Zipsendorf und den umliegenden Orten so stark an, dass es 1947 in Kayna zur Gründung einer Tochtergemeinde kam.
Am 1. Juli 1953 wurde das Dekanat Naumburg-Zeitz errichtet, dem die Pfarrei Zeitz mit ihrer Filialkirchengemeinde Zipsendorf angeschlossen wurde. Zur Errichtung einer Pfarrei kam es in Zipsendorf nicht.
Am 1. Januar 1973 wurde Zipsendorf durch Eingemeindung ein Ortsteil von Meuselwitz. Zu dieser Zeit wurde vermutlich auch die Bezeichnung der Filialkirchengemeinde von Zipsendorf in Meuselwitz 2 geändert.
Nach der Wende wurde 1990 der Freistaat Thüringen gegründet, dem Zipsendorf als Ortsteil von Meuselwitz angeschlossen wurde.
Nach dem Ende der DDR wurde auch die kirchliche Struktur geändert: Am 8. Juli 1994 entstand aus dem Erzbischöflichen Kommissariat Magdeburg des Erzbistums Paderborn, zu dem die St.-Elisabeth-Kirche in Zipsendorf gehörte, das Bistum Magdeburg. Die St.-Elisabeth-Kirche sowie die in Thüringen liegenden Ortschaften der Pfarrvikarie Meuselwitz/Zipsendorf kamen jedoch aufgrund ihrer Lage in Thüringen nicht zum Bistum Magdeburg, sondern zum Bistum Dresden-Meißen. Die Pfarrvikarie Meuselwitz/Zipsendorf wurde mit den verbliebenen, in Sachsen-Anhalt liegenden Ortschaften dem Bistum Magdeburg angeschlossen. Das Bistum Magdeburg löste am 1. August 1995 die Pfarrvikarie Meuselwitz/Zipsendorf auf und ordnete ihre verbliebenen Ortschaften der Pfarrei Heilig Geist in Tröglitz zu, die am 2. Mai 2010 in der Pfarrei St. Peter und Paul in Zeitz aufging.
Im Bistum Dresden-Meißen wurde die St.-Elisabeth-Kirche der Pfarrei Mutter Gottes vom Berge Karmel in Rositz angeschlossen, die zum Dekanat Altenburg gehörte.
Bei der Neustrukturierung der Dekanate des Bistums Dresden-Meißen im Jahr 2002 wurde das Dekanat Altenburg aufgelöst und seine Kirchengemeinden in das Dekanat Gera integriert.
Im Rahmen eines weiteren Strukturprozesses im Bistum Dresden-Meißen entstand am 12. Januar 2020 die heutige Pfarrei Erscheinung des Herrn mit Sitz in Altenburg, der die St.-Elisabeth-Kirche zugeordnet wurde. Die Pfarrei Mutter Gottes vom Berge Karmel mit Sitz in Rositz, zu der die St.-Elisabeth-Kirche zuvor gehörte, wurde in diesem Zusammenhang aufgelöst. Zur Pfarrei Erscheinung des Herr gehören neben der St.-Elisabeth-Kirche in Zipsendorf auch die Kirchen Erscheinung des Herrn in Altenburg, St. Joseph der Arbeiter in Lucka, Mutter Gottes vom Berge Karmel in Rositz und Mariä Unbefleckte Empfängnis in Schmölln.

## Lage, Architektur und Ausstattung

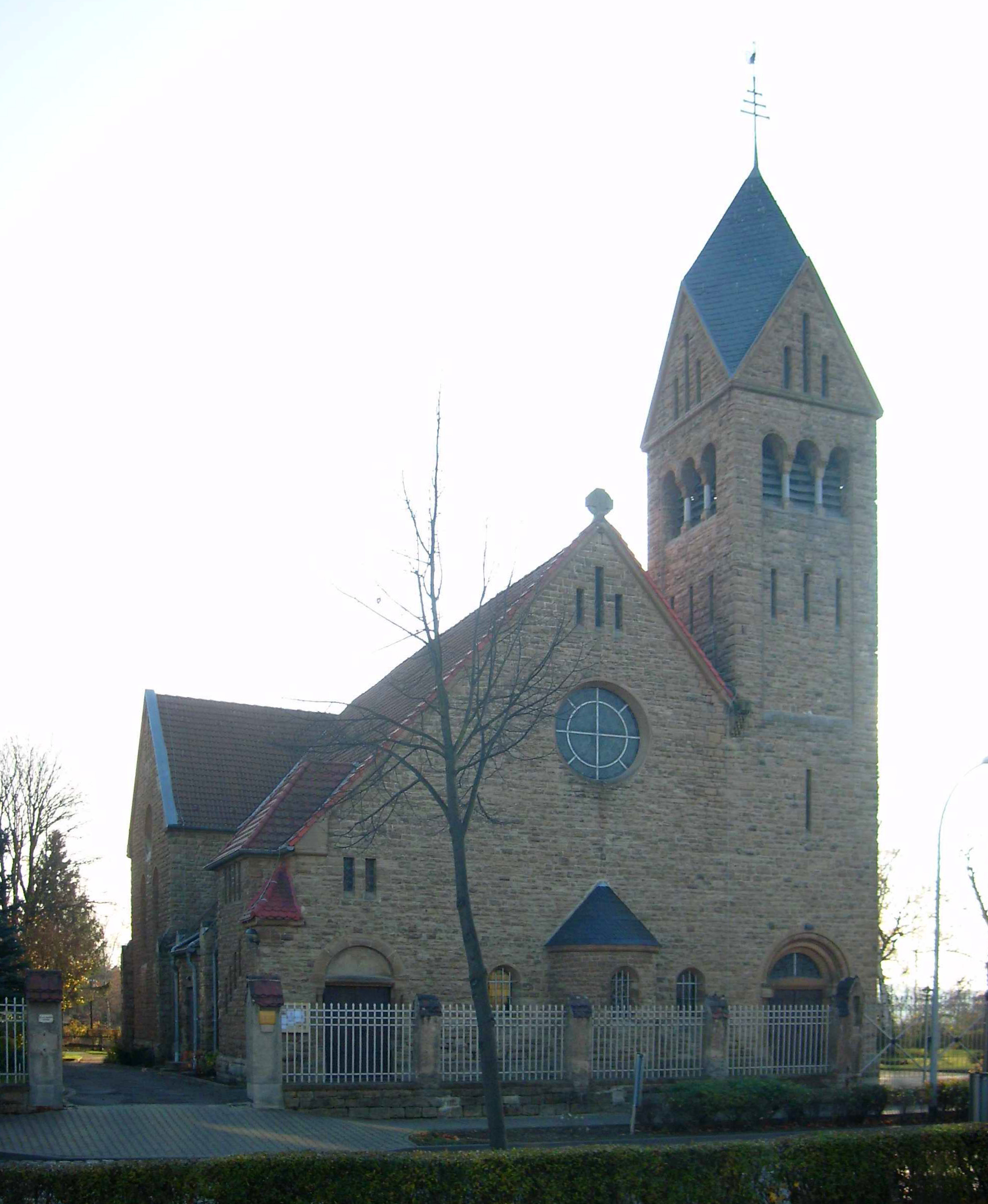
St.-Elisabeth-Kirche

Die Kirche steht an der Bundesstraße 180 am westlichen Ortsrand von Zipsendorf auf dem Grundstück Zeitzer Straße 1. Die Bahnstrecke Zeitz–Altenburg verläuft in rund 50 Meter Entfernung an der Kirche vorbei. Rund 200 Meter südöstlich der Kirche zweigt von der Bahnstrecke Zeitz–Altenburg ein Gleisanschluss ab, der nach Mumsdorf führt, wo sich der Tagebau Phönix und das 1968 eröffnete Industriekraftwerk Deutsch-Sowjetische Freundschaft befanden, sodass die St.-Elisabeth-Kirche in einem Gleisdreieck steht.
Die an der Nord-Süd-Achse ausgerichtete Kirche wurde im Baustil der Neuromanik auf einem kreuzförmigen Grundriss erbaut. Der Kirchturm ist leicht in die Westwand des Kirchenschiffes eingelassen, die Kirche wird durch zwei Portale an der Nordseite erschlossen. Zur Innenausstattung gehört ein Altar- und Kreuzbild im modernen Stil, das vom Künstlerehepaar Kleemann aus Berlin geschaffen wurde.